# 欽加爾波區
欽加爾波區（西班牙：Distrito de Chingalpo）是秘魯的一個區，位於該國北部安卡什大區的錫瓦斯省，始建於1958年6月14日，面積173.2平方公里，海拔高度3,128米，2005年人口1,140，人口密度為每平方公里6.6人。